# ستار كروسد
ستار كروسِد (بالإنجليزية: Star-Crossed)‏ مسلسل خيال علمي رومانسي تلفزيوني من صناعة ميريديث أفريل. أجريَّ العرض الأول لستار كروسد على شبكة سي دبليو التلفزيونية في 17 فبراير 2014. في 8 مايو 2014، ألغت سي دبليو مسلسل ستار كروسد بعد موسم واحد.

## ملخص
في المشاهد يُظهر المسلسل وصول مجموعة فضائية فارة إلى الأرض سنة 2014، لتبدأ القصة من المستقبل القريب في 2024، ليلاحق المسلسل علاقة رومانسية تنشأ ما بين فتاة بشريّة وفتى فضائي أثناء محاولة إدماجه هو وستة أخرين من قومه داخل المدرسة الثانوية. المسلسل جرى تصويره في بلدة خيالية باسم إيدنديل بلويزيانا. 

## الممثلين والأدوار

### الأدوار الرئيسية
- آمي تيجاردن بدور ايمري وايتهيل
- مات لانتر بدور رومان
- جراي ديمون بدور غريسون مونتروز
- ماليس جو بدور جوليا يونغ
- تيتوس ماكين جونيور بدور لوكاس بارنيل

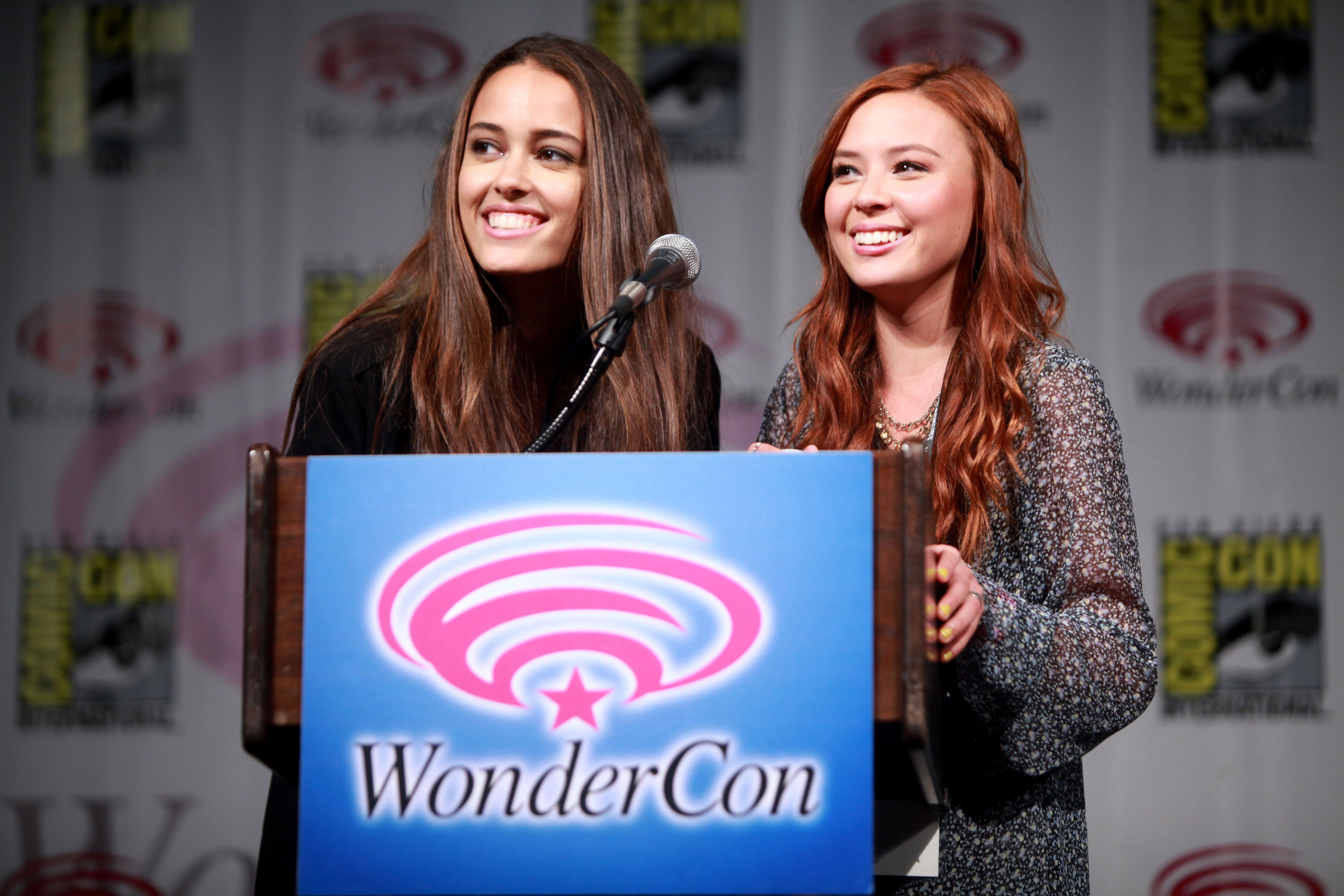
تشيلسي غيليغان وماليس جو

- نتالي هال بدور تايلور بيتشام
- تشيلسي غيليغان بدور تيري
- غريغ فينلي بدور دريك
- برينا بالنسيا بدور صوفيا

### دور متكرر
- ماديسون بورج بدور زوي
- جيسي لوكن بدور إريك

### ضيوف الحلقات
- تاموه بينيكت بدور الضابط جاك بومونت[6][7]
- جاي هاغلي بدور راي وايتهل
- أندريا فرانكل بدور ميشيل وايتهل
- سوزان والترز بدور مايا
- جاسون دوغلاس بدور نوكس
- دسنا ديل بدور مارغريت مونتروز[8]
- توم هيلمان بدور مستر مونتروز
- فيكتوريا بلات بدور غلوريا غارسيا
- ميرل داندريدج بدور فيغا
- لويز لومبارد بدور سارويا
- جوناثان شيك بدور كاستور[9][10]
- ستيفاني جاكوبسن بدور إيفا بينتون

## حلقات
كل أسماء الحلقات التالية للحلقة المُقَدِمَة أخذت من رائعة ويليام شكسبير روميو وجولييت.

## الإنتاج
سُميَّ المشروع في الأساس أوكسجين عند تطويره في ايسلا للإنتاج (بشراكة مع أوليه). ثم أجريَّ تكييفه مع السوق الأميركية من قبل باواو قبل أن تمتلكه شبكة سي دبليو التلفزيونية. عرض ستار كروسد أول مرة على سي دبليو يوم الإثنين 17 فبراير 2014، في 8:00 مساءً م.ز.ش/7:00 مساءً م.ز.و. التقطت 13 حلقة لموسم المسلسل.

### التمثيل
سنة 2013، أعلن أن نتالي هال وآمي تيجاردن أرسيت لهم أدورًا بالعمل. في 25 فبراير 2013، جراي ديمون ضم لطاقم التمثيل بدور غريسون. في فبراير، أعلن عن أن ماليس جو سوف تنضم هي الأخرى، لتأدية دور جوليا، الفتاة التي التي تعاني مع المرض والذي من الممكن علاجه مع الإتريين القادمين من الفضاء. في 5 مارس 2013، مات لانتر كان يمثل شارك في البطولة أمام آمي تيجاردن.
أعلن عن أن تاموه بينيكت سيطهر كضابط من الحراس يدعى جاك بيمونت دينا ديل أدت دور مارغريت مونتروز لجوار جوناثان شيك، الذي يؤدي دور كاستور.

## الإستقبال

### تقييم
الحلقة الْمُقَدِمَة بثت على سي دبليو في 17 فبراير 2014 (2014-02-17)، بلغت 1.28 مليون مشاهدة. الحلقة الثانية «هذه البهجات الشديدة لها نهايات شديدة» بثت في 24 فبراير 2014 (2014-02-24)، بلغت 1.14 مليون مشاهدة. حتى 19 فبراير 2014 (2014-02-19)، الحلقات المعروضة الأكثر مشاهدة كانت الحلقة التي بثت في24 مارس 2014 (2014-03-24)، حيث تحصل من الجمهور على 1.28 مليون مشاهدة وأقل حلقة كانت قد شوهدت هي «بعض العواقبة معلقة في النجوم» التي بثت في 14 أبريل 2014 (2014-04-14) حيث تحصلت على الجمهور 0.76 مليون مشاهدة.

### أراء النقاد
ديفيد هينكلي من نيويورك ديلي نيوز أعطى المسلسل تقييم 4 نجوم من 5، قائلاً «إضافة الحب الممنوع، الذي لا يمكنه أبدًا الفرار من ظل الموت المحتمل، وستار كروسد يمكن أن يكون إستفزازيًا ومسلٍ في آن». ديانا ويرتس من نيوزداي منحت المسلسل 3 من أصل 4 نجوم، قائلة: «الكثير من الإمكانات، إذا توقف ستار كروسد عن مخاطبتنا». كاري رايزلر منح المسلسل مراجعة إيجابية. جاين جاكل من سان أنطونيو إكسبريس نيوز أعطت مراجعة إيجابية، خاصةً لأداء آمي تيجاردن، قائلة "تمامًا كما كانت تفطر القلب طبيعيًا كصغيرة بدور جوليا تايلور، هي أيضًا ممتعة متواضعة في ستار كروسد — التي في الواقع، قد تكون أفضل سبب للجميع لمشاهدة دراما سي دبليو".
غيل بينينغتون أعطى المسلسل نجمتين من 4 نجوم تشير لردود فعل متباينة، قائلاً "ستار كروسد لا يهدف عاليًا، لانتر تحصل على القليل من الأسطر البارعة (“توقف أحد قلباي لبعضة دقائق. من حسن حظي لدي احتياطي)” لكن اللهجة في الغالب كئيبة والحلقة المُقَدِمَة مع استثناءات قليلة ذهبت بالضبط حيث تتطلع. فقط إذا الرومانسية برهنت بصدق توقف قلب المعجبين اليافعين (ربما، نفس الأشخاص الذين أحتضنوا "Reign«) ربما سيكون المسلسل ضاربًا». روبرت لويد من لوس أنجلوس تايمز منح المسلسل مراجعة مختلطة، يقول «انها رقصة معتادة من الداخلين والخارجين، أي الأطفال وغريبي الأطوار، من شارك وجيتس، مونتاجو وكابوليتس قضموا إبهام أحدهم الآخر في رواق المدرسة بينما يقع الفتى والفتاة في الحب. لديهم أشياء حسنة وأخرى سيئة، والسيئة جيدة، والجيدة سيئة. البالغين، كالعادة في هذه الأمور، هي لا تساعد على الإطلاق».
ديفيد ويغان من سان فرانسيسكو كرونيكل منحها مراجعة سلبية، قائلاً «اسم المسلسل ستار كروسد لأنه حول فتى اتري فضائي يقع في الحب مع فتاة بشريّة، كما» روميو وجولييت، «من دون شعر. أو دراما. أو مصداقية». روبيرت بيانكو، من يو إس إيه توداي، قال: «كما أنه مضجر هو مزيف، ستار كروسد بأسف مثالي لشبكة تلفزيونية يقل عدد جمهورها بإستمرار. المراهقون ربما ليسوا بأذكى من إبان شبكة سي دبليو عند ذروتها، لكن فمن غير المرجح أنهم أغبياء. إذن لمَ سي دبليو تعاملهم كما أنهم كذلك؟» مات روش منح مراجعة سلبية هو الآخر، قائلاً «ستار كروسد تفتقر للدعابة، التشويق أو حتى الإثارة».

### الجوائز
| سنة  | نتيجة                                        | جائزة                                          | فئة         | المستلمين |
| ---- | -------------------------------------------- | ---------------------------------------------- | ----------- | --------- |
| 2015 | جوائز سينما/مسلسل تلفزيوني المراهقين الدولية | أفضل مسلسل كوميدي، دراما أو موسيقي             |             |           |
| 2015 | جوائز سينما/مسلسل تلفزيوني المراهقين الدولية | أفضل ممثل تلفزيوني: كوميديا، دراما أو موسيقي   | مات لانتر   |           |
| 2015 | جوائز سينما/مسلسل تلفزيوني المراهقين الدولية | أفضل ممثلة تلفزيونية: كوميديا، دراما أو موسيقي | آمي تيجاردن |           |

## روابط إضافية
- الموقع الرسمي
- الموقع الرسمي
 (باللغة العربية)
- ستار كروسد على موقع IMDb (الإنجليزية)
- ستار كروسد على موقع ميتاكريتيك (الإنجليزية)
- ستار كروسد على موقع روتن توميتوز (الإنجليزية)
- ستار كروسد على موقع قاعدة بيانات الأفلام العربية
- ستار كروسد على موقع كينوبويسك (الروسية)
- ستار كروسد على موقع ألو سيني (الفرنسية)
- ستار كروسد على موقع قاعدة بيانات الفيلم (الإنجليزية)
- ستار كروسد في قاعدة بيانات الأفلام العربية